# トヨタ・プリウスα
プリウスα（プリウス アルファ、PRIUS ALPHA、PRIUS α）は、トヨタ自動車が製造・販売していたハイブリッド専用ステーションワゴンである。生産は愛知県豊田市にある堤工場で行っていた。
開発主査はのちに2代目シエンタやジャパンタクシーも手掛けた粥川宏（かゆかわ ひろし）である。

## 概要
プラットフォームはプリウス（3代目・ZVW30型）同様「新MCプラットフォーム」を採用し、ホイールベースは80 mm延長されて2,780 mmになった。
エンジンやモーター、足回り形式など基本的なメカニズムに変更はないが、重量増に伴いトレッドがフロント/リヤでそれぞれ15 / 25 mm拡大され、1,540 / 1,545 mmとなった。同時に、サスペンションについても重量増と重心の上昇に対処した。また、ハイブリッドシステム駆動用モーターの冷却方法には水冷式を採用して負荷を軽減。駆動力不足を補うために最終減速比を3.26から3.704に変更した。
ニッケル水素電池を搭載した5人乗り（2列シート仕様）とリチウムイオン電池を搭載した7人乗り（3列シート）で、7人乗りは日本国内のみで販売されている。2列シート仕様の電池は、ベースのプリウスと同じく荷室前方下部に搭載。3列シート仕様では、3列目の空間を確保するため、電池の搭載位置がセンターコンソール下部に変更された。トヨタの量販ハイブリッド車では、初めてリチウムイオン電池が採用された。これにより、電池の小型軽量化が実現したため、5人乗りと7人乗りの重量差はわずか10kgである。また搭載位置の変更されたが、前後重量配分はほとんど変わっていない。
インテリアについてはシフトレバー（セレクターレバー）を小型化した上でステアリングサイド付近に移動させた。7人乗り仕様については2列目のウォークイン機構と3列目のワンタッチチルトダウン機構を採用することで使い勝手に配慮。エアコンパネルも大型ダイヤル1つで主要操作ができるなど、操作性が重視された。なお、プリウスの本皮革シートはαで採用されていない。
重量増を抑えるため応急用タイヤはメーカーオプションになり、全車にパンク修理キットが標準で装備された。また、Gグレードでは衝突被害軽減ブレーキをメーカーオプションで搭載できる。
メーカーオプションの「樹脂パノラマルーフ」は、重量増と重心の上昇を懸念して合成樹脂製を採用した。その結果ガラス比で約40%軽量化され、ノーマルルーフ比+20 kg増にとどめられた。ただし、樹脂パノラマルーフ設定車ではソーラーパネル付ムーンルーフを付けることはできなくなった。
ハイブリッドカーは低速時において、歩行者に接近した際に気付かれにくいという欠点を持つが、「車両接近通報装置」を全車に標準装備することで（フロントバンパー裏面に設置）、発進から車速約25 km/hまでのEVモードでの走行時と後退時において歩行者に音で接近を伝える。
全高は1,575 mmあるため、高さ制限が1,550 mmの機械式立体駐車場へは入庫できない。

## グレード
大別すると「S」と「G」の2グレードとなる。さらに「S」には上級オプションパッケージの「TOURING Selection」と、装備を簡略化した「L selection」、架装車両の「GR SPORT」がそれぞれ設定され、「G」には「TOURING Selection」のみが用意されている。7人乗りは全グレードとも5人乗り比プラス20万円前後である（グレードにより装備に差があるため、若干のばらつきがある）。
S L selection
法人需要を見込んだベーシックモデル。日本国内のプリウスシリーズ（アクアを除く）で唯一、スチールホイール（16インチ）を標準装備。通常のラインナップ中で唯一、メーカーオプションの樹脂パノラマルーフとBi-BEAM LEDヘッドランプが選べない。
5人乗りのみの設定。
S
S L selectionの装備に加えて、16インチアルミホイール＆ホイールカバー、フロントフォグランプ、運転席ハイトアジャスター、フロントシートバックポケット、セカンドシート・センターアームレスト、撥水機能付きUVカットフロントドアガラス等が追加された量販グレード。
5人乗りと7人乗りから選択可能。
G
Sに、Bi-BEAM LEDヘッドランプ、上級ファブリックシート、本革巻きステアリング、クルーズコントロール、スマートキー、内装のAピラー起毛処理、ファブリックx合皮シート、運転席8ウェイパワーシート、運転席側上カバーのソフトパット化、運転席と助手席のLEDフットライト等が装備され、撥水機能付きUVカットフロントドアガラスには赤外線（IR）カット機能も追加される上級グレード。
5人乗りと7人乗りから選択可能。
TOURING Selection
SとGをベースに各種スポーツ・パーツを装着された走行性能の強化を主眼に置いた上級のオプションパッケージ。
エクステリアでは、Bi-BEAM LEDヘッドランプ&フォグランプ、17インチアルミホイール、フロントとリアにバンパースポイラーが装備されている。
内装では本革巻きステアリングホイールが標準装備されている。
ともにベースグレードと同様、5人乗りと7人乗りから選択可能。
S TOURING Selection・GR SPORT（架装車両）
自社開発・製造によるチューニングカーブランド「G SPORT（G's）」の後継として2017年9月に発表された「GR」シリーズの一つとして、同年11月21日に、ヴィッツ「GRMN」、86「GR」、アクア「GR SPORT」と同時に発表された（発売は同年12月1日）。「S TOURING Selection」同様、グレードではなくオプションパッケージとなっている。
ベースとなる基準車は以前発売されていたG'sプリウスαと同じく「S TOURING Selection」で、エクステリアは専用デザインのフロントバンパー・ラジエーターグリル・LEDイルミネーションビーム・リヤバンパー・サイドマットガードが与えられているが、それらに加えてG'sプリウスα同様、サウンドチューニングが施された大径バッフルタイプの専用マフラーが装備される。
足回りにブレースが装着されたほか、G'sプリウスα同様に専用のチューニングサスペンションを装着して車高を25mm下げている。それらに専用デザインの18インチアルミホイール（通常はハイグロスブラック塗装+切削光輝仕様だが、メーカーオプションでダークスパッタリング仕様に変更可）と225/45R18サイズのダンロップ製スポーツタイヤ（SP SPORT 01）が組合わせられている。なお、G'sプリウスα同様にスポット溶接の打ち増し（スポット打点の追加）は一切行われていないが、空力操安パーツが装着されている。
インテリアは専用フロントスポーツシートが採用され、ステアリングホイールは小径3本スポーク仕様へ、ペダル類（アクセル・ブレーキ）はアルミ製へそれぞれ変更され、センターメーター（TFTマルチインフォーメーションディスプレイ）には、G'sプリウスα同様にタコメーターが追加される。
「S TOURING Selection」の派生モデルではあるものの、基準車には設定があるメーカーオプションの樹脂パノラマルーフやインテリジェントパーキングアシスト、さらには1500 Wの出力が可能なアクセサリーコンセントや一部のボディーカラー（スーパーホワイトII、ダークシェリーマイカメタリック、スティールブロンドメタリック）は非設定となっている。また、「Toyota Safety Sense P」は非装備となる。
ベースグレード同様、5人乗りと7人乗りから選択可能。

## 海外仕様
台湾市場は日本と同じく「プリウスα」、北米市場とオセアニア市場、ならびに韓国/香港/マカオ市場では「プリウスv（プリウス ブイ、PRIUS v）」、欧州市場では「プリウス+（プリウス プラス、PRIUS+）」（ただし、ベルギーのみ「グランドプリウス+（GRAND PRIUS+）」）という名称で販売され、仕様は各国によって異なる（香港仕様は2016年で販売終了）。

### 年表
2011年1月11日
2011年北米国際自動車ショー（デトロイト･モーターショー）で「プリウスv」を出展。
2列シート5人乗りで、全長4,615mm、全幅1,775mm、全高1,575mm。同モデルは米国で2011年春に発売予定とされた。
2011年3月1日
第81回ジュネーブモーターショーで「プリウス+」を出展。
3列シート・7人乗りで、サイズはプリウスvと同じ。
2011年3月8日
プリウス・スペースコンセプトとして5名乗車の2列シート車と7名乗車の3列シート車の2モデルが、東京都港区のメガウェブにて日本初公開。
日本国内では4月下旬の発売が予定されていたが、公開直後の3月11日に起きた東北地方太平洋沖地震（東日本大震災）及び東京電力・福島第一原子力発電所での事故による工場被災と部品供給体制悪化により、4月の発売を中止、5月に延期された。
2011年5月13日
「プリウスα」を発売。
「プリウス」同様にすべてのトヨタの販売店（トヨタ店・トヨペット店・カローラ店・ネッツ店）で販売される。
2012年10月22日
新グレードを追加。
従来は2列シート車のみの設定だった「S」・「S ツーリングセレクション」・「G ツーリングセレクション」に3列シート車を追加し、ラインアップを拡大。同時に「G ツーリングセレクション スカイライトパッケージ」は廃止された。
2013年4月8日
「メビウス」の名称でダイハツ工業へOEM供給を開始。
同社へのハイブリッドカーのOEM供給はカムリ（ダイハツ工業へはアルティスの車種名で供給）に次いで2車種目となる。
2013年8月1日
特別仕様車「S"tune BLACK"」・「G"tune BLACK"」を発売。
「S」・「G」をベースに、ドアスイッチベース、シフトノブ&ベゼル、コンソールスイッチプレート、ヒーターコントロールノブ&ベゼルにダークシルバー加飾を、ドアハンドル（インサイド・アウトサイド共）にメッキ加飾をそれぞれ施し、クローム調アルミホイールキャップを装備。シートやドアトリムの内装色は特別設定のブラックを設定した。ボディカラーは特別設定色の「ブラッキッシュレッドマイカ」を含む5色を設定した。
同時にベース車両の一部改良を実施。5人乗り仕様の全車（特別仕様車「S"tune BLACK"」・「G"tune BLACK"」を含む）に、停電などの非常時に1500Wまで使用可能のAC100V電源を供給できるアクセサリーコンセント（インパネ・ラゲージスペース）のオプション設定を追加した。
2014年11月17日
マイナーチェンジ。
外装では開口部を強調したダークグレーメタリックのアンダーグリルやLEDクリアランスランプを採用。リアコンビネーションランプはインナーレンズを赤に変更。ボディカラーは「クリアーストリームメタリックを廃止し、新たに「ダークシェリーマイカメタリック」と「オレンジメタリック」を追加。併せて、黒系を「ブラック」から「アティチュードブラックマイカ」に、赤系を「レッドマイカメタリック」から「スーパーレッドV」にそれぞれ差し替え、9色展開とした。内装では、幾何学柄を用いたピアノブラック塗装のセンタークラスターや合成皮革のアームレストを採用し、一部グレードには合成皮革とファブリックのシート表皮も採用。また、4.2インチTFTカラーのマルチインフォメーションディスプレイを全車に標準装備し、インテリアカラーとシート表皮色はそれぞれにブラックとグレージュの2色を設定した。
装備面では、「G」系グレードに運転席パワーシートを標準装備とし、車線の逸脱を検知して警告するレーンディパーチャーアラート、夜間走行時にハイビームとロービームを自動切替するオートマチックハイビーム、レーダークルーズコントロール、プリクラッシュセーフティシステムをセットオプションで設定。世界初となる1灯の光源でロービームとハイビームの切替が可能なBi-Beam LEDヘッドランプを「S"ツーリングセレクション"」及び「G」系グレードに標準装備し、「S」はスマートエントリー（助手席とリヤゲート。運転席は標準装備）&スタートシステムとのセットオプションとして設定。フォグランプをバルブからLEDに変更した。
2014年12月22日
「S ツーリングセレクション・G's」を設定。（2015年2月23日発売）
2016年5月13日
特別仕様車「S"tune Black II"」を発売。
2013年8月に発売された特別仕様車「tune Black」のバージョンアップ仕様で、今回のベース車両は「S」のみの設定となる。内装ではステアリングスイッチベースやコンソールスイッチプレートなどにラメ入りピアノブラック塗装を、ステアリングホイールやシート表皮などにアクセントとしてホワイトステッチをそれぞれ施した。外観はプロジェクター式ハロゲンヘッドランプ（ブラックエクステンション加飾）やクローム調アルミホイールキャップを特別装備したほか、装備面では快適温熱シート（運転席・助手席）やスーパーUV・IRカットグリーンガラス（フロントドア/撥水機能付）を装備した。ボディカラーは特別設定色「ブラッキッシュアゲハガラスフレーク（メーカーオプション）」を含む4色を設定した。
同時に既存モデルも仕様変更を実施。オートマチックハイビーム・レーンディパーチャーアラート・プリクラッシュセーフティ（ミリ波レーダー方式）・レーダークルーズコントロール（ブレーキ制御付）のセットオプションを「S」と「S"ツーリングセレクション"」に設定を拡大した。
2017年11月21日
一部改良。（12月1日発売）
衝突回避支援パッケージ「Totota Safety Sense P」を全車に標準装備した。ボディカラーの変更も行われ、「スーパーレッドV」・「オレンジメタリック」に替わり「ダークレッドマイカメタリック」・「スティールブロンドメタリック」を設定した。なお、特別仕様車「S"tune BLACK II"」もベース車と同様の改良を受け、継続販売された。
2017年11月21日
プリウスα GR SPORTを追加。（12月1日発売）
スポーツカーシリーズ「GR」の追加ラインナップとして、「S ツーリングセレクション・G's」の後継となる「S ツーリングセレクション・GR SPORT」を設定した。
2018年4月
北米市場、および韓国市場向け「プリウスv」の販売を終了。北米市場における公式サイトでは、直接の後継車ではないが間接的な代替車種としてプリウスとRAV4ハイブリッドが紹介されている。
2018年4月
衝突回避支援パッケージの名称を「Toyota Safety Sense P」から、「Toyota Safety Sense」に変更。（公式発表なし）
2020年8月
一部改良（公式発表なし）
WLTCモードによる燃料消費率並びに排出ガスに対応し、「平成30年排出ガス基準75%低減レベル（☆☆☆☆☆）」認定を取得。なお、燃料消費率のWLTCモードへに移行に伴い、「2020年度燃費基準+10%」達成となった。併せて、ボディカラーの変更も行われ、赤系を「ダークレッドマイカメタリック」から「センシュアルレッドマイカ（メーカーオプション）」に差し替え、「スティールブロンドメタリック」が廃止された。
2021年3月末
生産終了。公式サイトからも削除された。前述の通り、北米仕様と同様にプリウスとRAV4ハイブリッドに統合されたほか、5人乗りステーションワゴンの後継はカローラツーリングが受け皿となる。

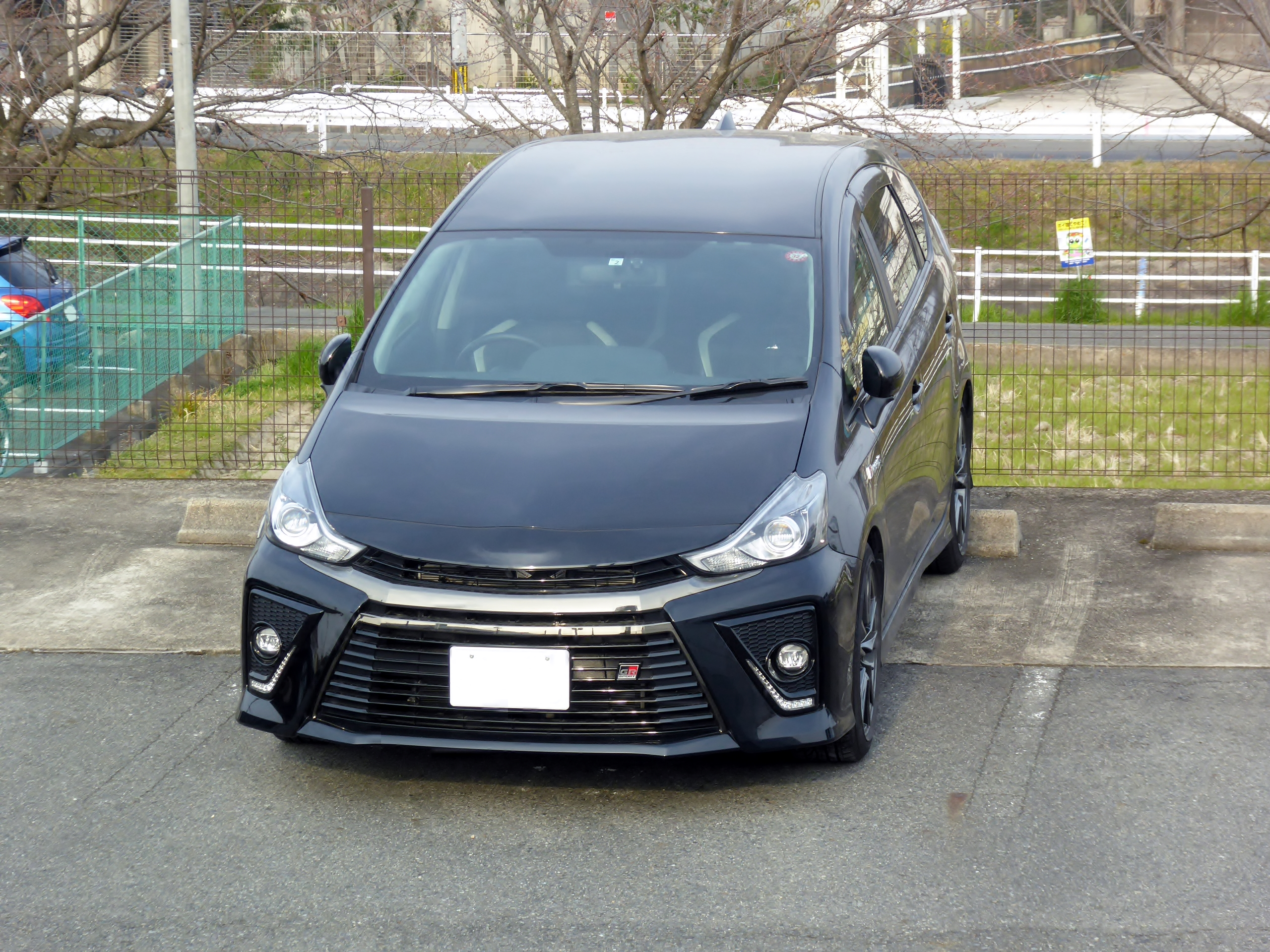
2017年11月改良型 S"ツーリングセレクション・GR SPORT" フロント
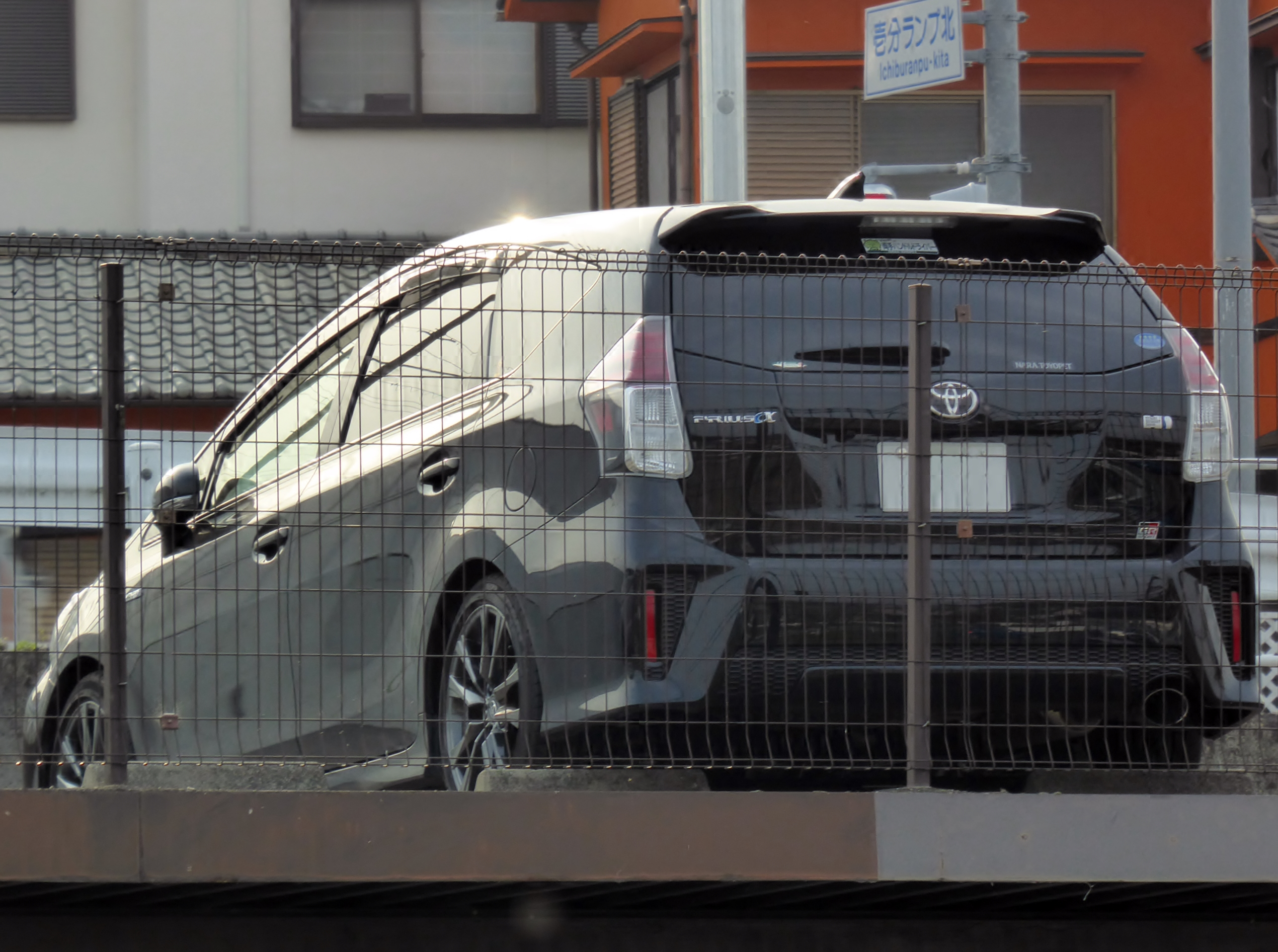
2017年11月改良型 S"ツーリングセレクション・GR SPORT" リヤ
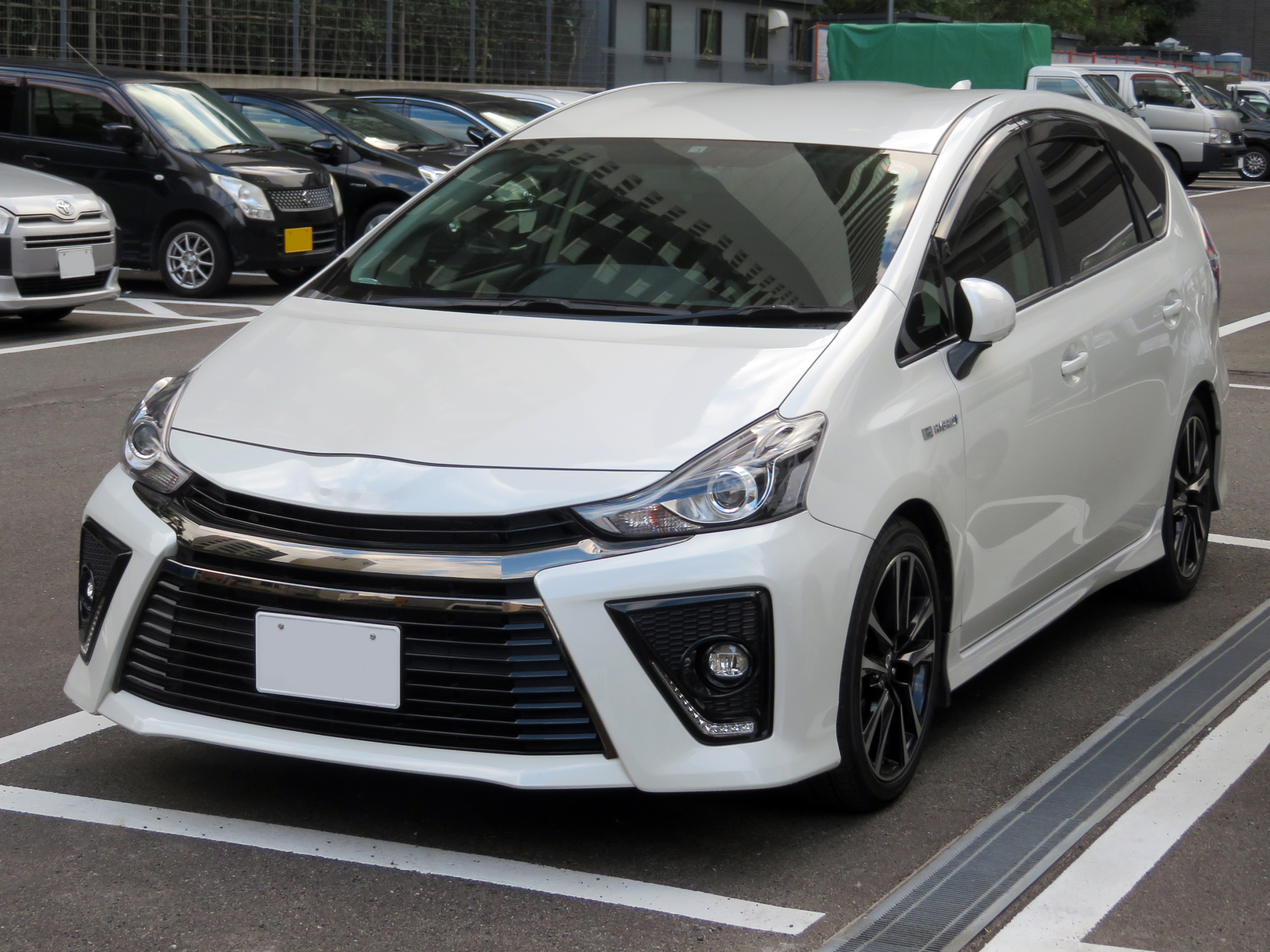
2014年11月改良型 S"ツーリングセレクションG's" フロント
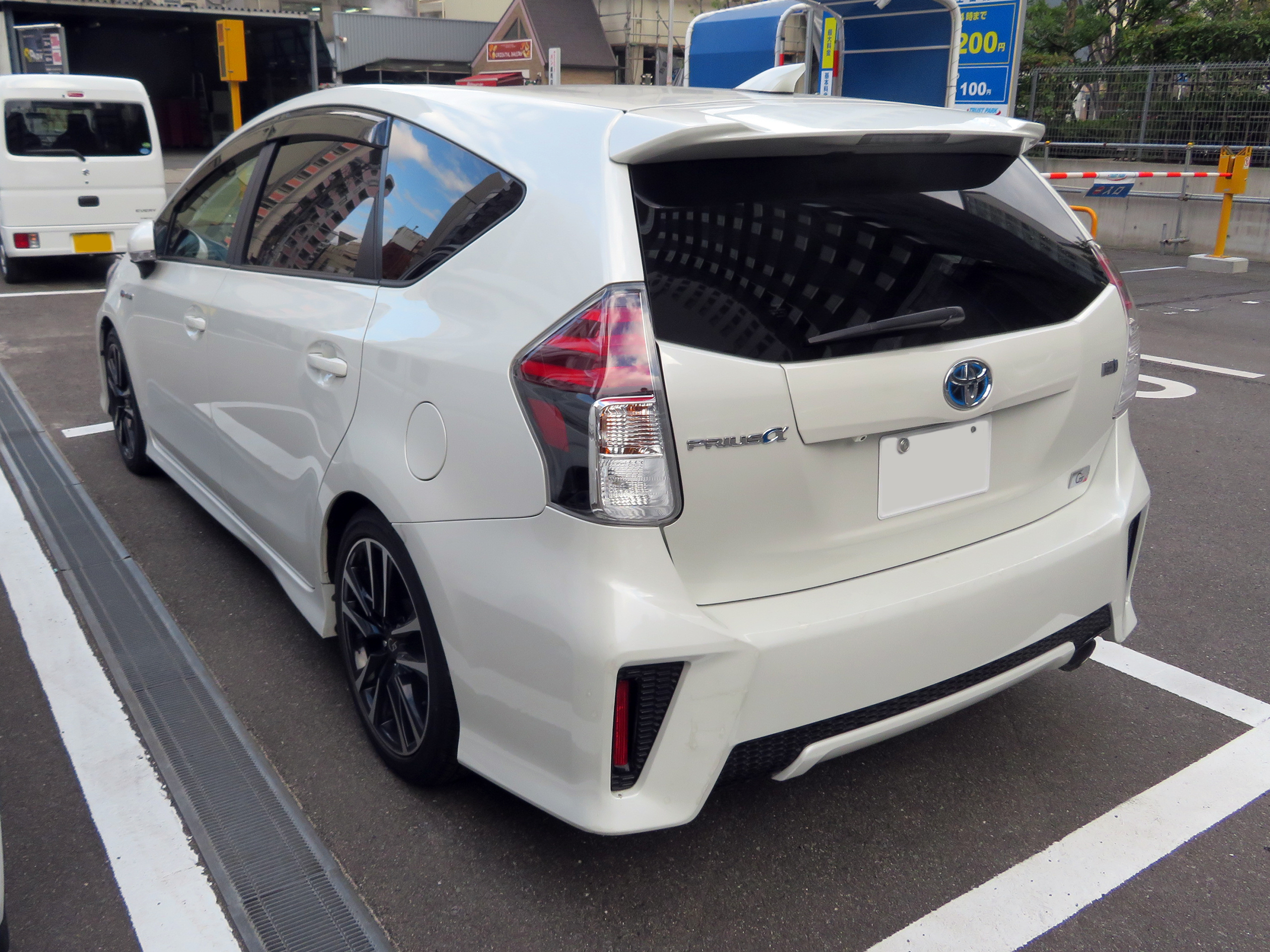
2014年11月改良型 S"ツーリングセレクションG's" リヤ
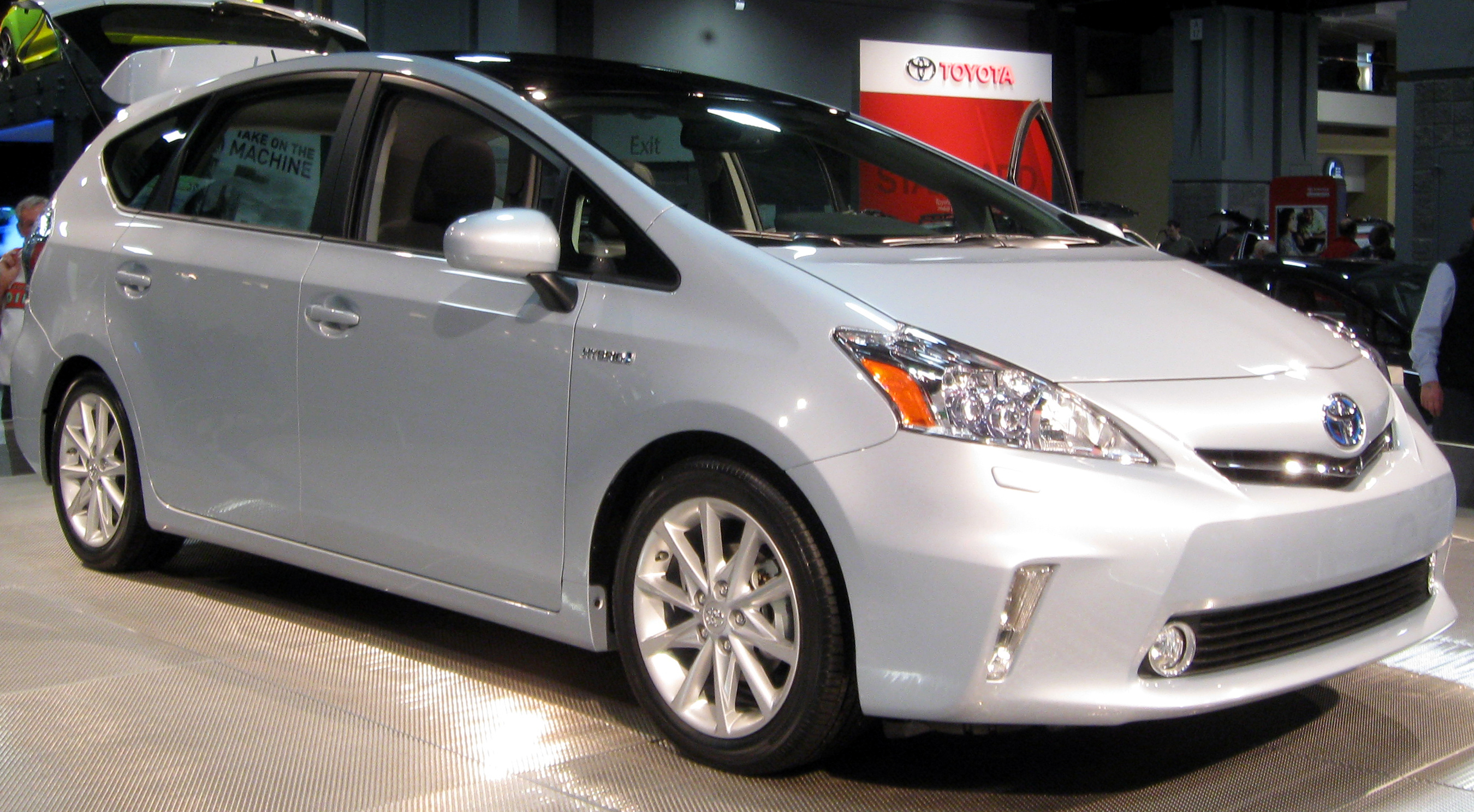
プリウスv（2011年ワシントンオートショー出品車）
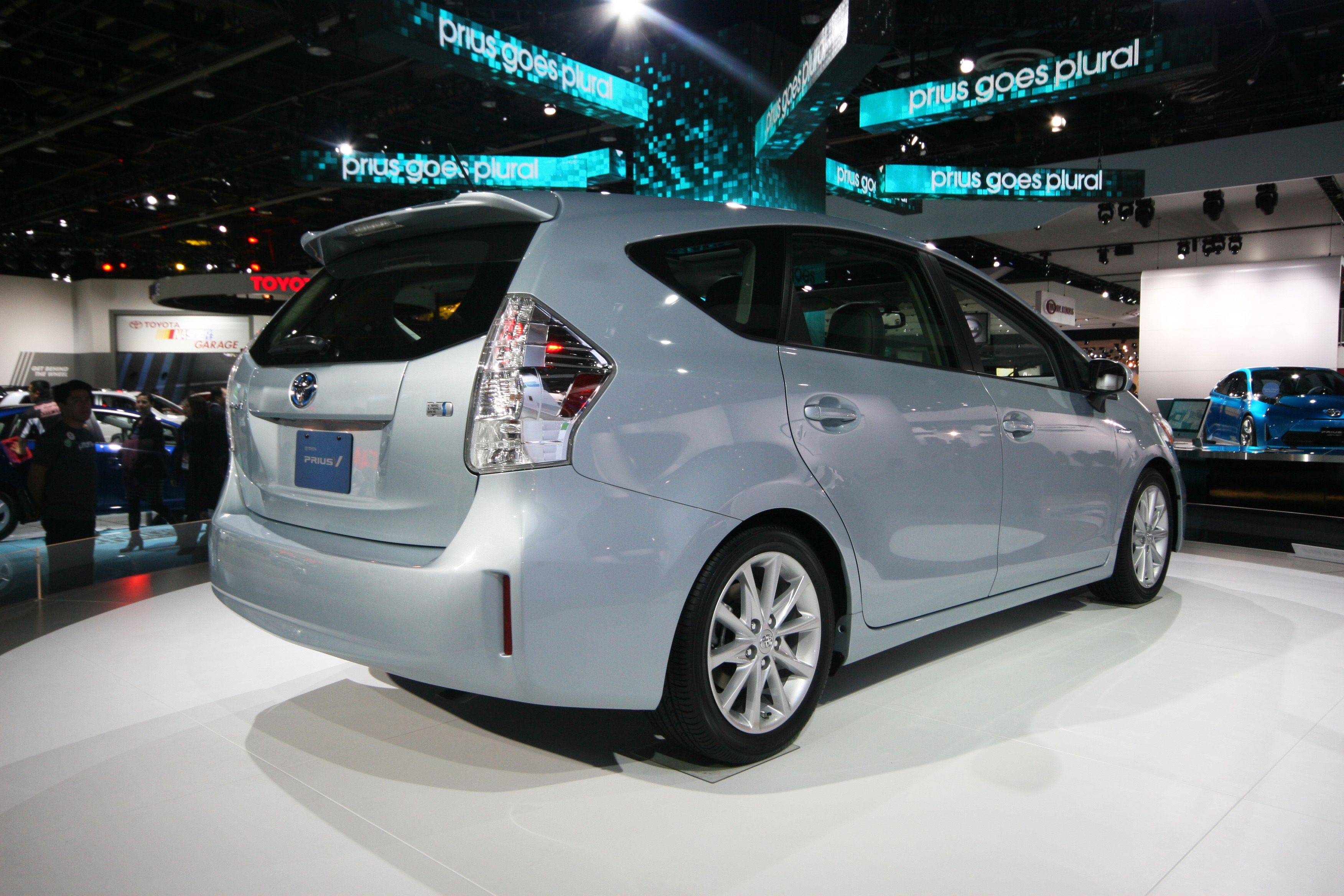
プリウスv　リヤ（2011年ワシントンオートショー出品車）
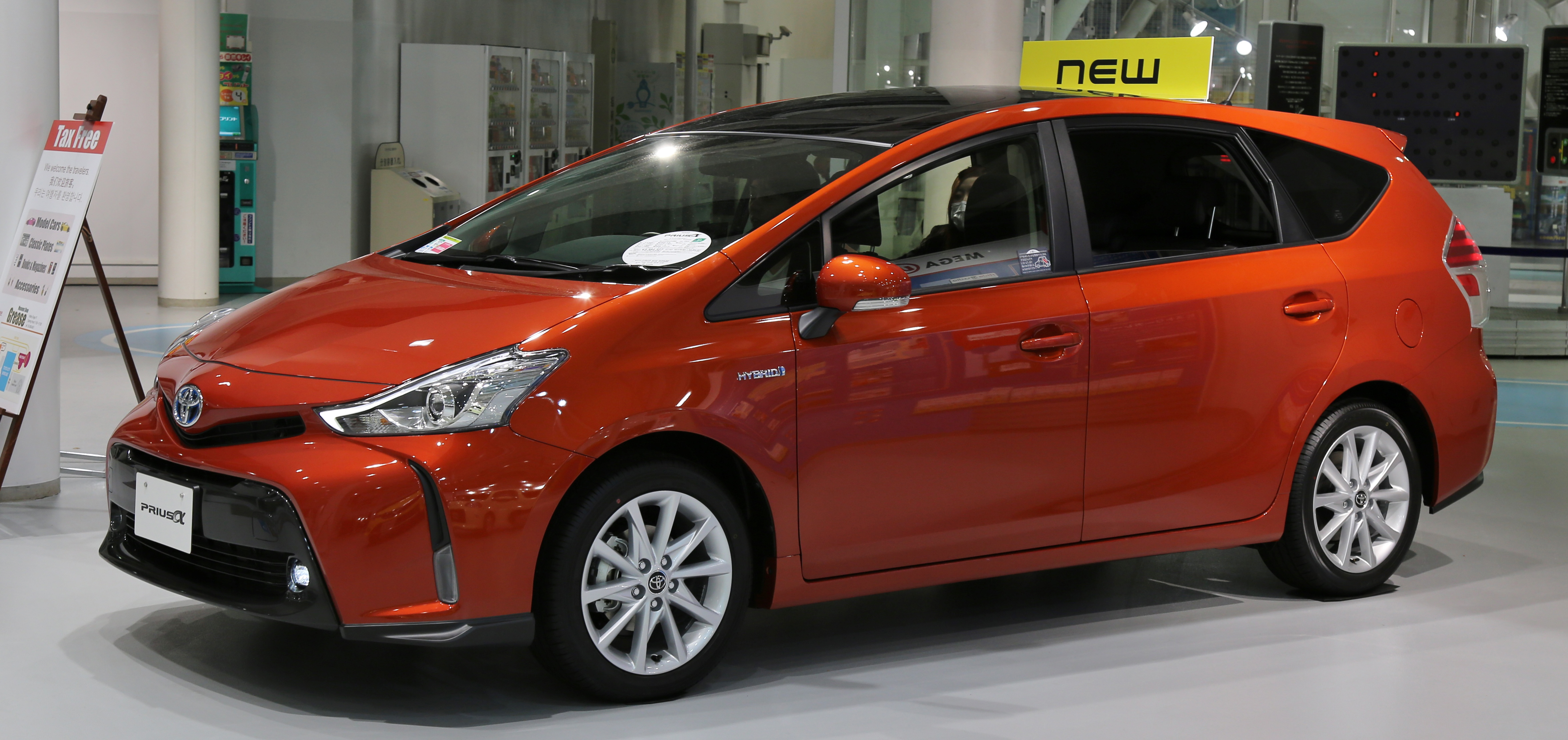
2014年11月改良型 S”ツーリングセレクション”
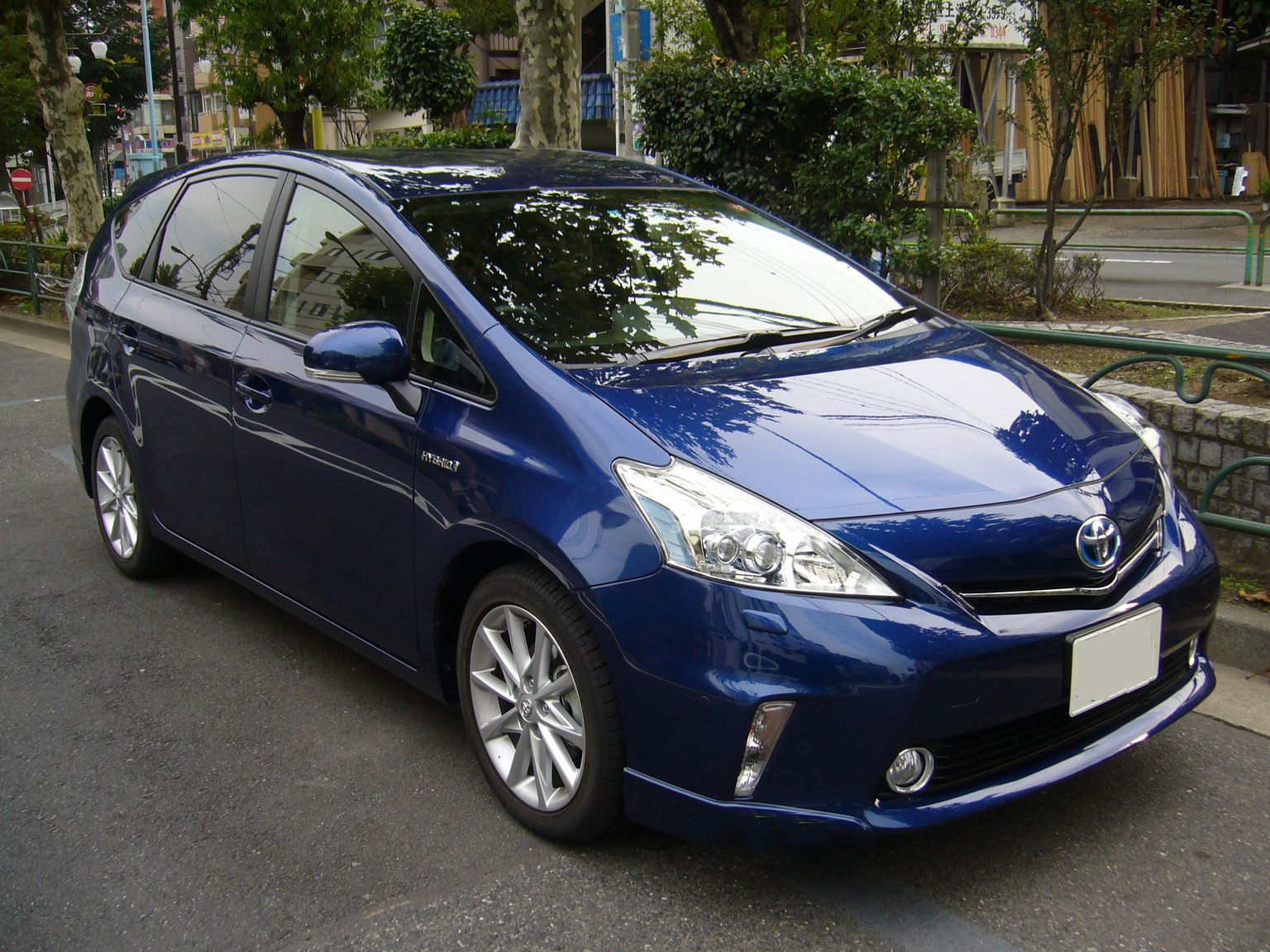
2011年5月発売型　G”ツーリングセレクション”　フロント
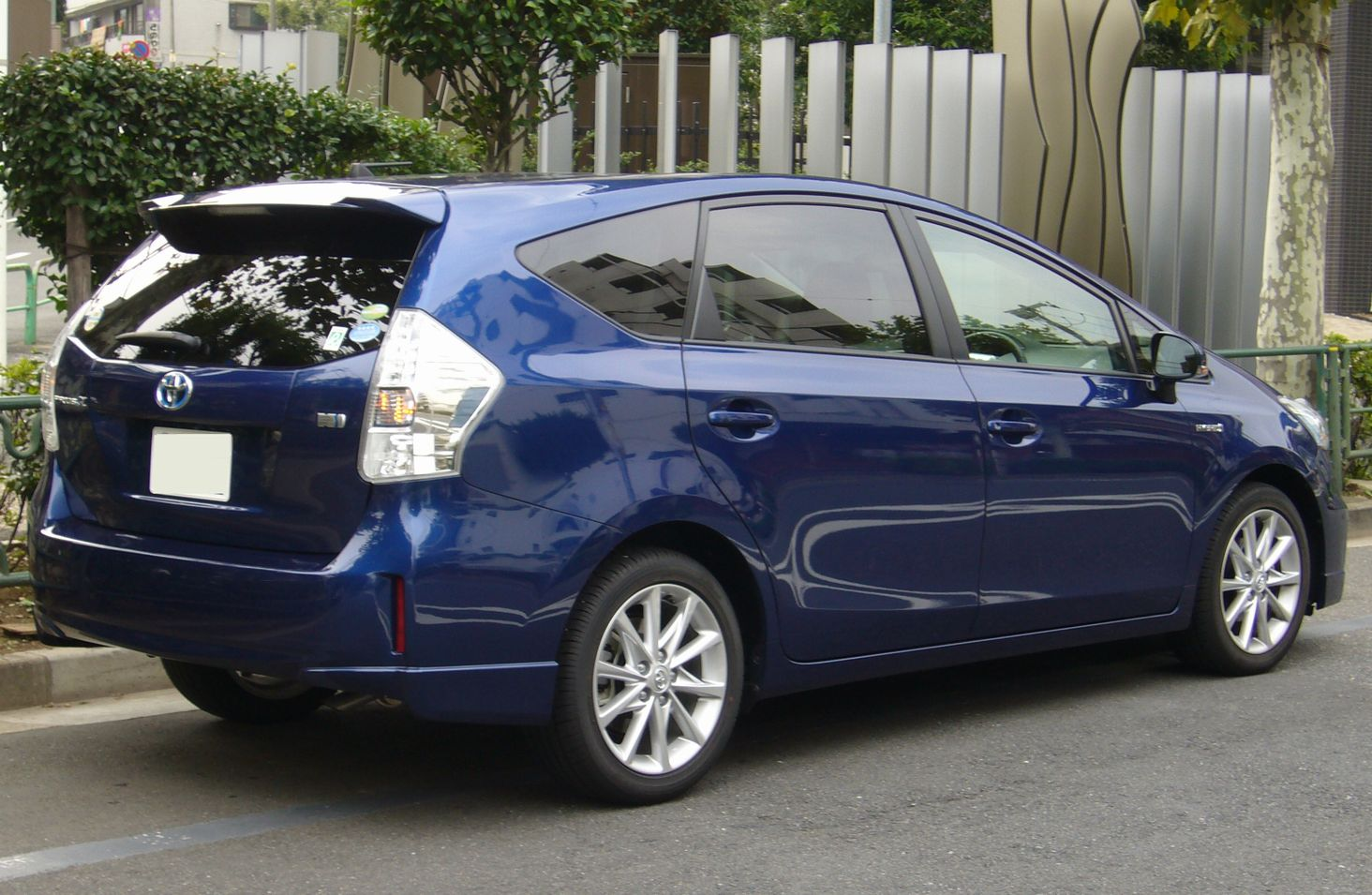
2011年5月発売型　G”ツーリングセレクション”　リヤ
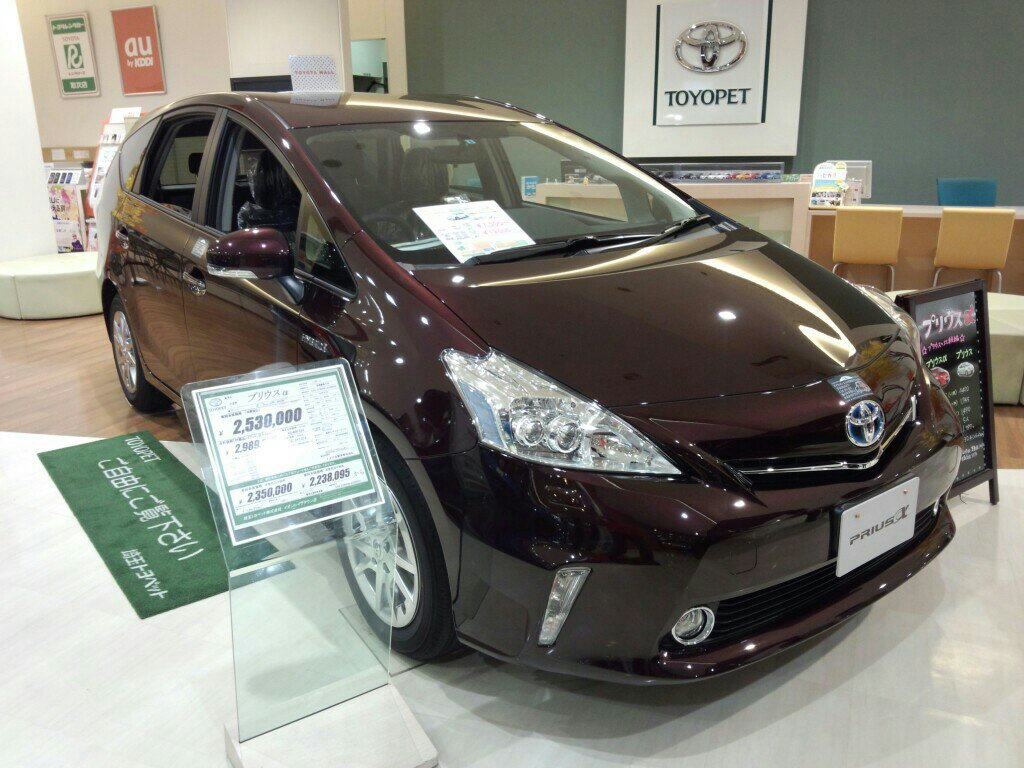
2011年5月発売型 S "tune BLACK"
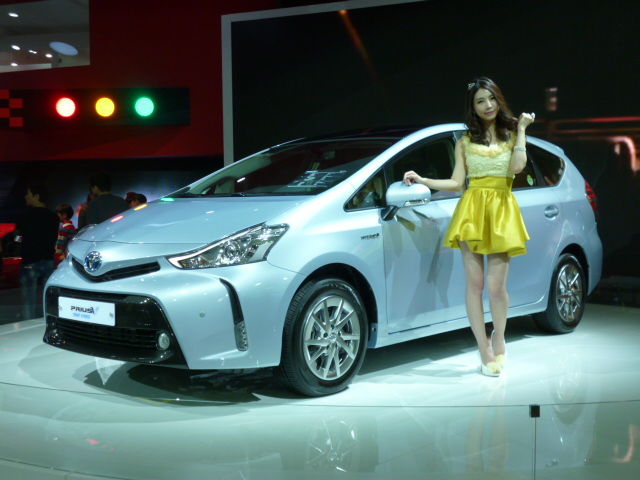
2014年11月改良型　プリウスv　韓国仕様

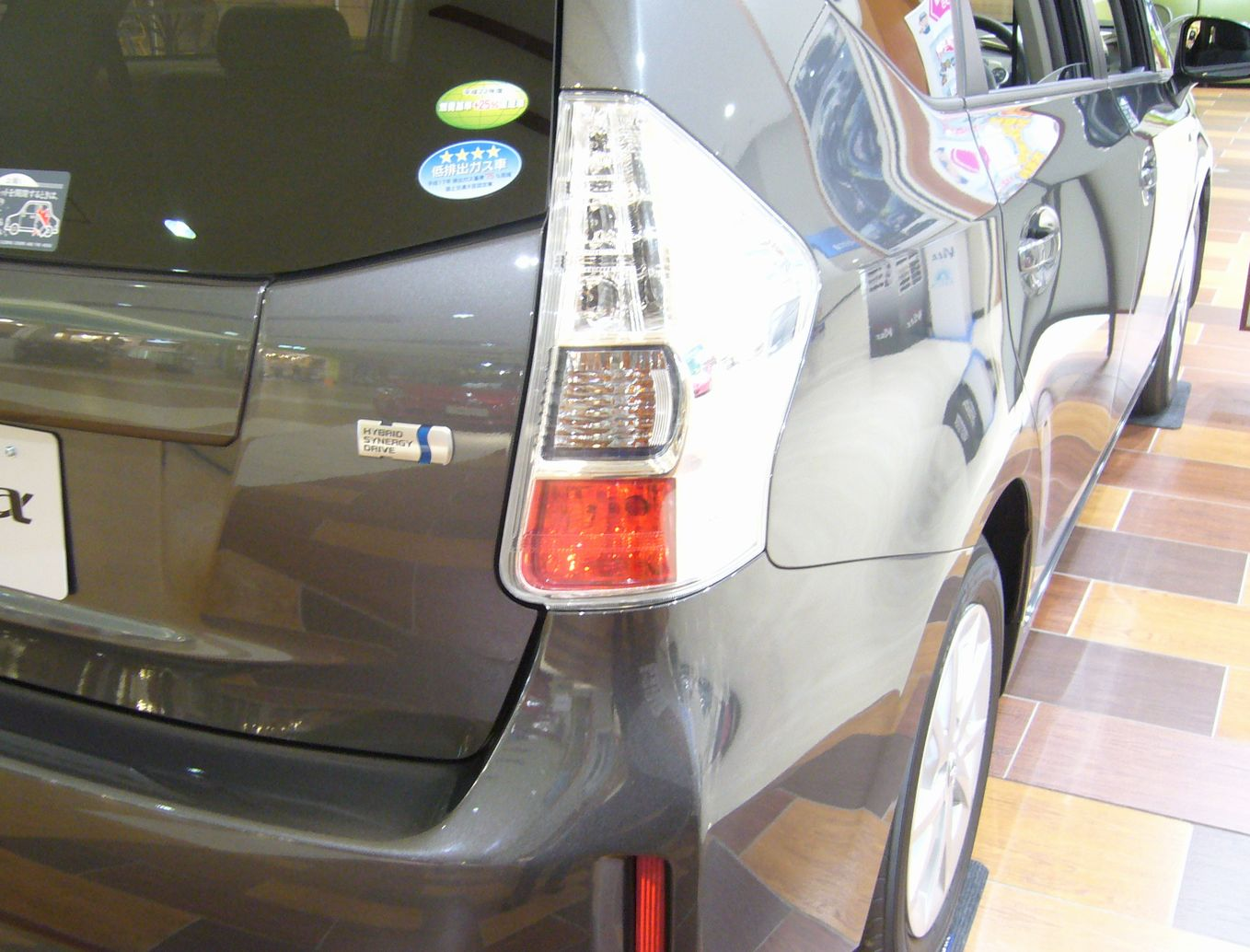
リアフォグランプ組み込みの寒冷地仕様のリヤコンビランプ（日本国内向け）
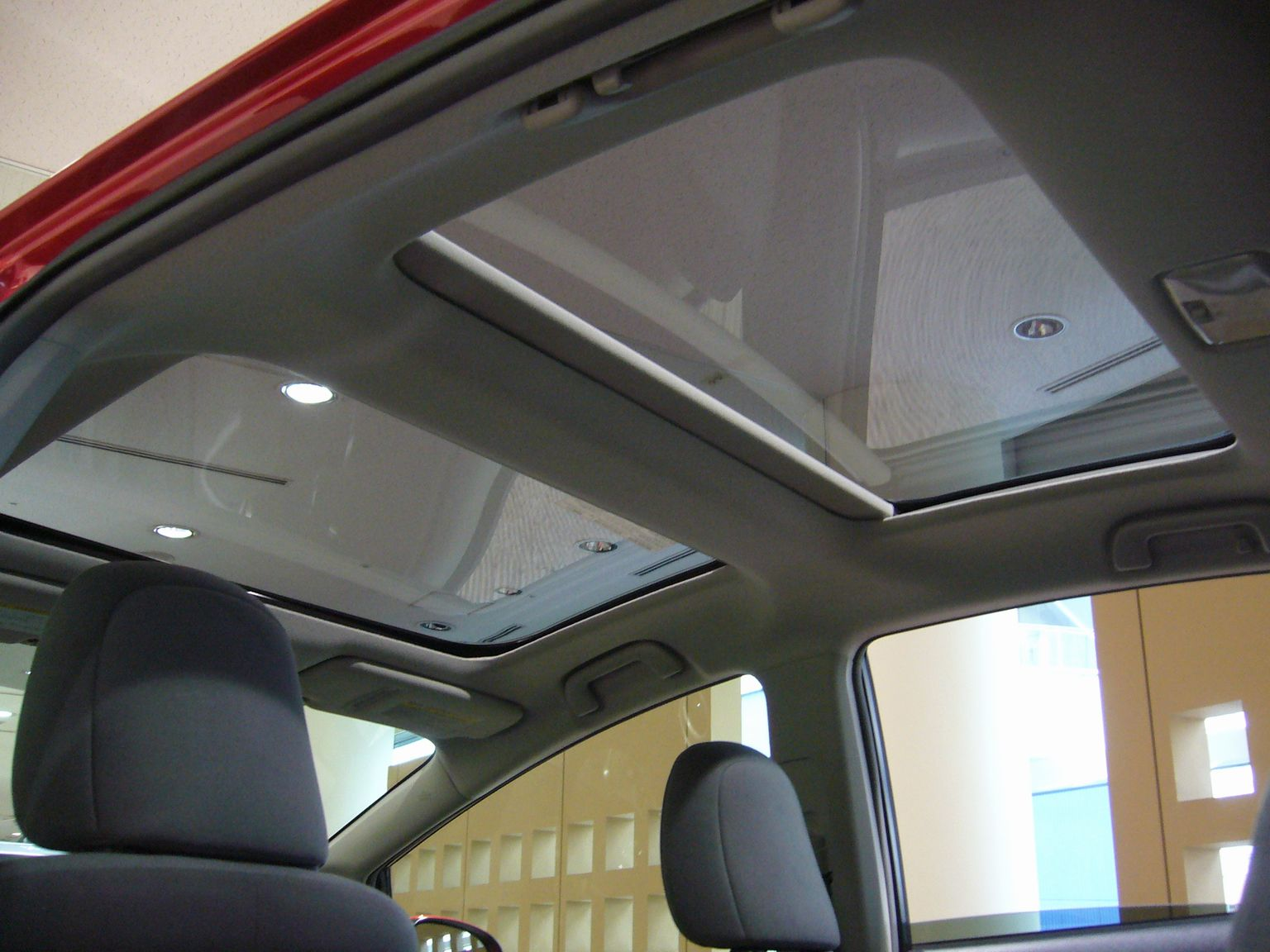
樹脂パノラマルーフ
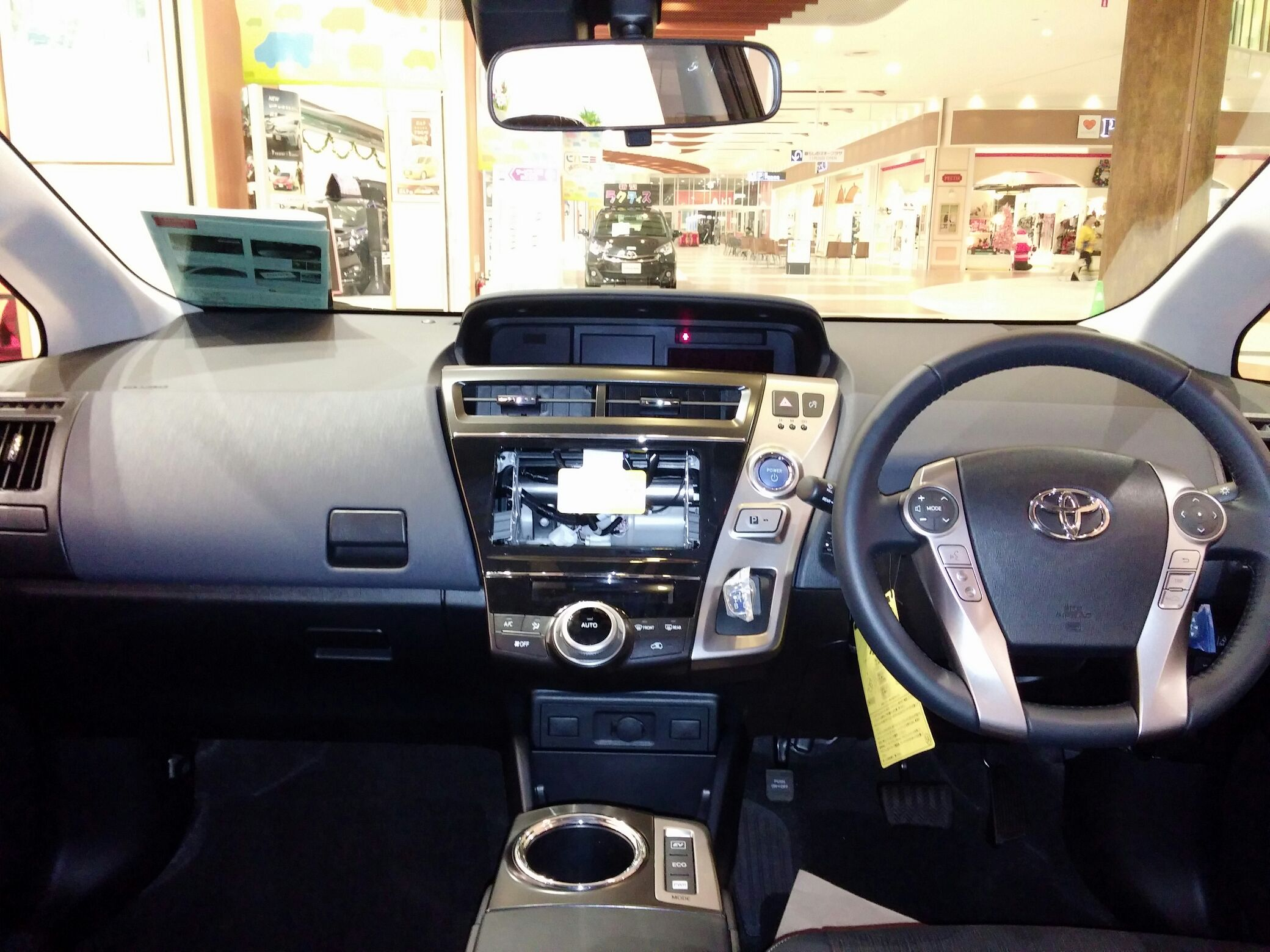
2014年11月改良型G インテリア（5人乗り）
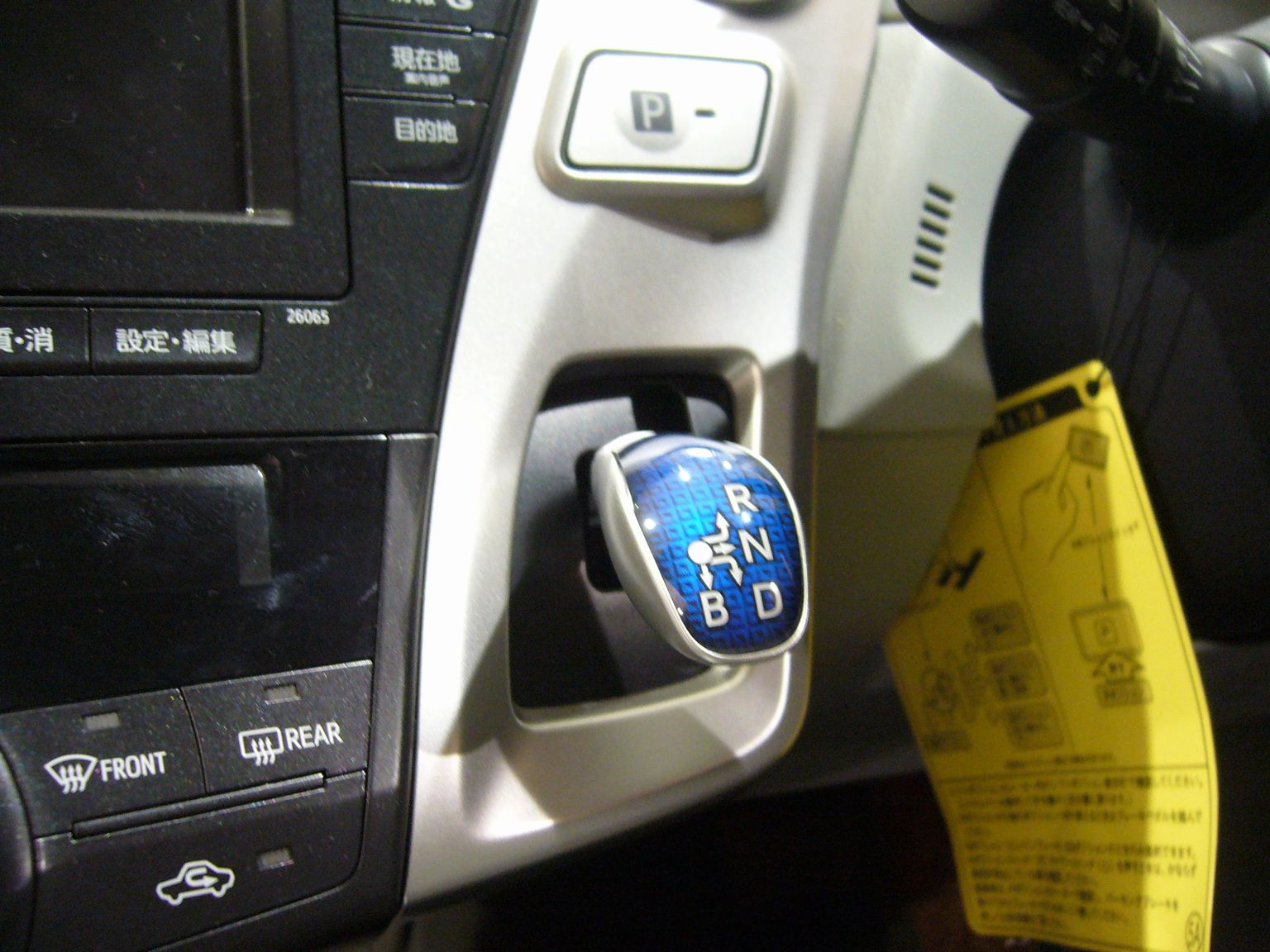
シフトレバー
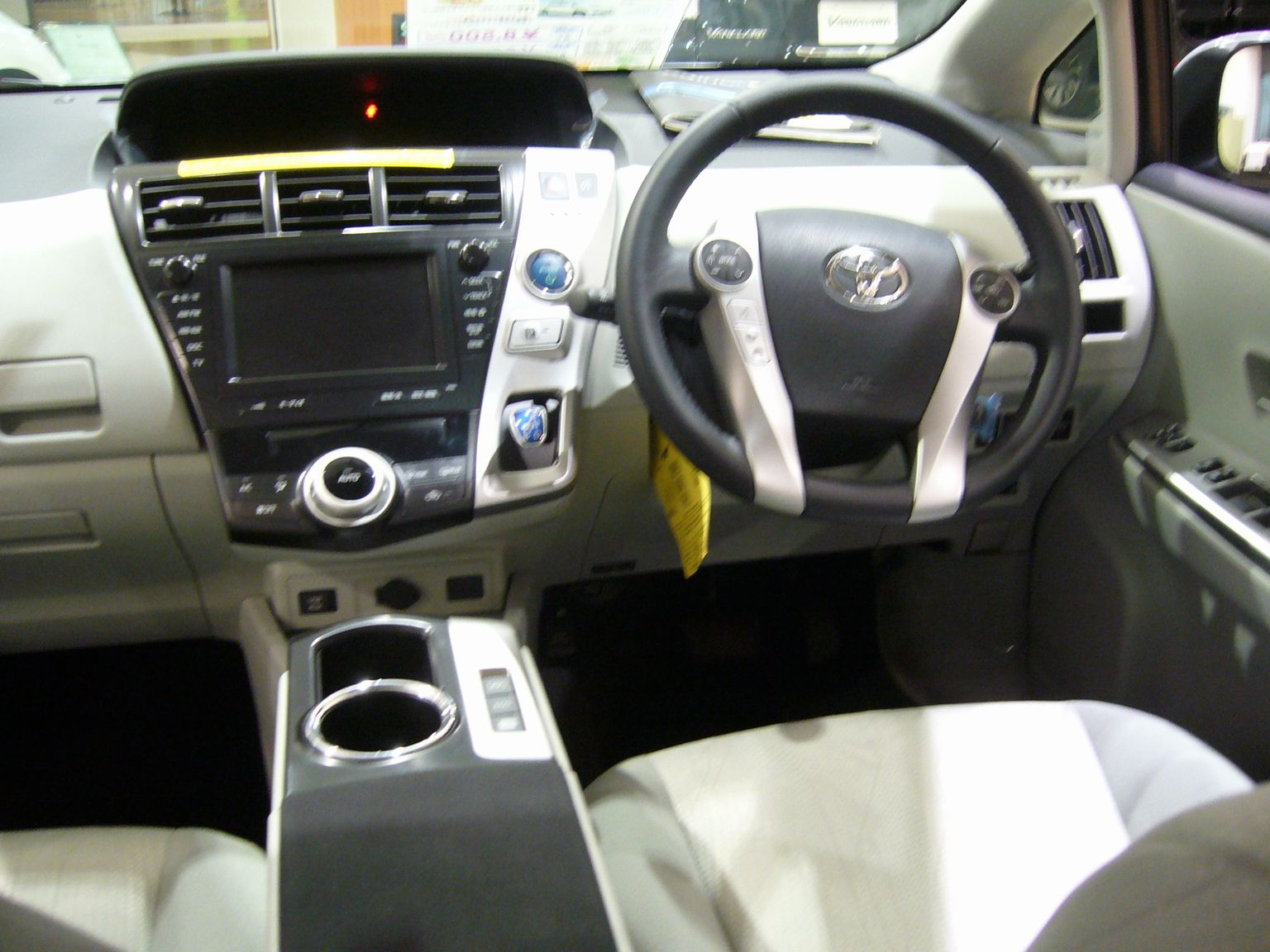
2011年5月発売型　7人乗り　コクピット
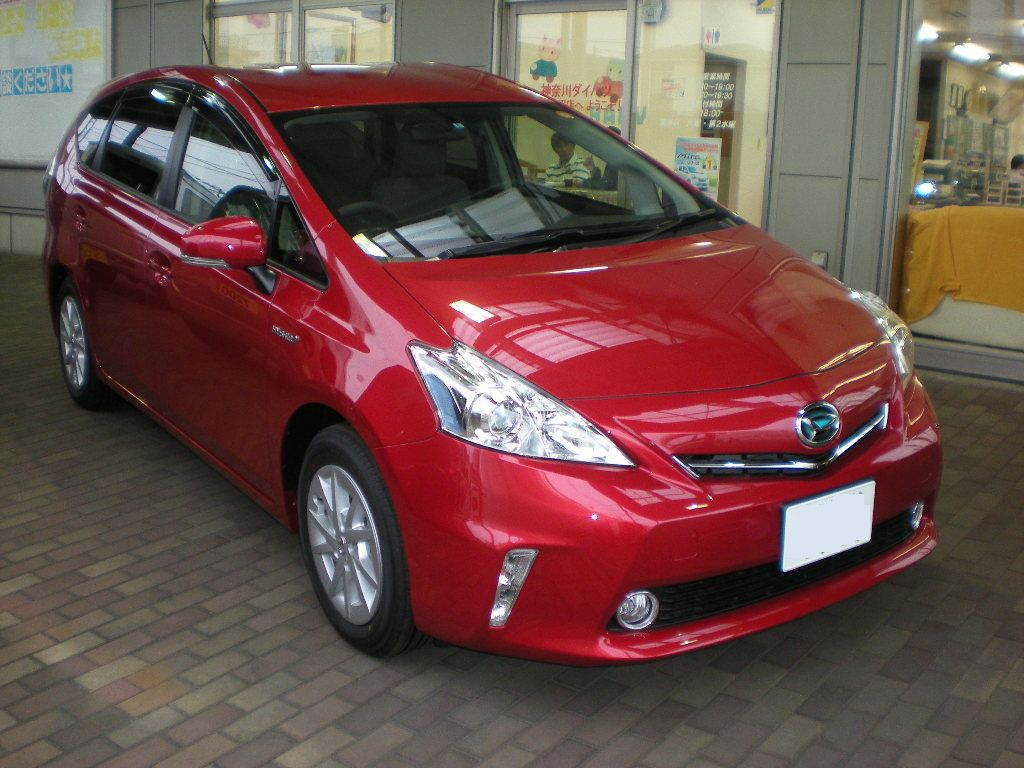
姉妹車であるダイハツ・メビウス（2013年4月発売型）
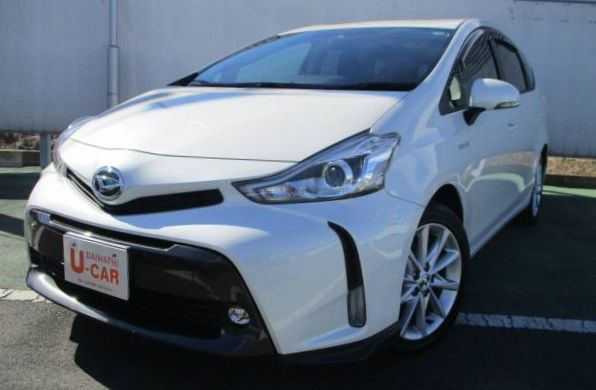
ダイハツ・メビウス（2014年11月改良型）

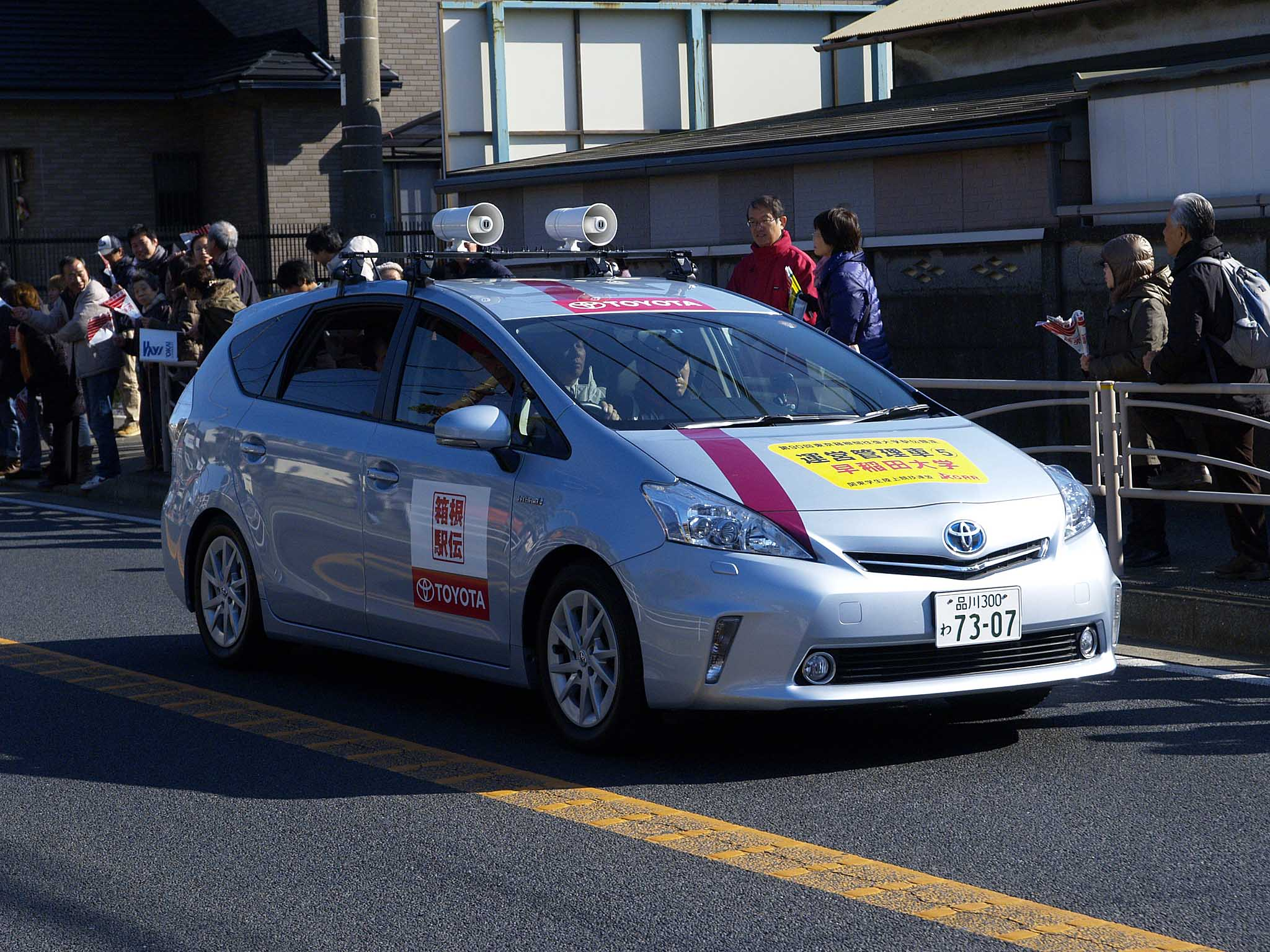
第90回箱根駅伝 運営管理車 早稲田大学仕様

## 車名の由来
- 「PRIUS」は、ラテン語で「- に先立って」の意味、「α」は「空間や使い勝手にプラスアルファの価値を付け加える」という意図から。
- 海外仕様の「v」は「Versatility（多様性）」、「+」は「さらに良いもの」の意[7]。